# A Calculated Use of Sound
A Calculated Use of Sound — третій мініальбом канадського гурту Protest the Hero, який вийшов 12 жовтня 2004 року.

## Треклист
1. «Red Stars over the Battle of the Cowshed» - 2:51
2. «An Apathetic New World» - 3:08
3. «These Colours Don't Run» - 3:14
4. «Soft Targets Dig Softer Graves» - 4:27
5. «Fear and Loathing in Laramie» - 3:27
6. «Led Astray» - 4:31
7. «I Am Dmitri Karamazov and the World Is My Father» - 3:36